# 花かげ
花かげは日本の童謡。童謡詩人大村主計の代表作である｡

## 概要
- 作詞：大村主計
- 作曲：豊田義一
- 発表：1931年

## 関連施設
- 牧丘町：出身地である。
- 花かげホール：同町の集会所｡歌碑がある｡
- 向嶽寺：歌詞中の桜吹雪は、この境内の桜と言われる｡
- 山梨市：花かげの旋律をチャイムとして使用している｡